# 山田右衛門作
山田右衛門作（日语：／ Yamada Emosaku；生年不详—卒年不详）是江户时代初期的人物。島原之亂期间，他作为原城里唯一幸存的一揆军成员而闻名（有各種说法）。

## 概要

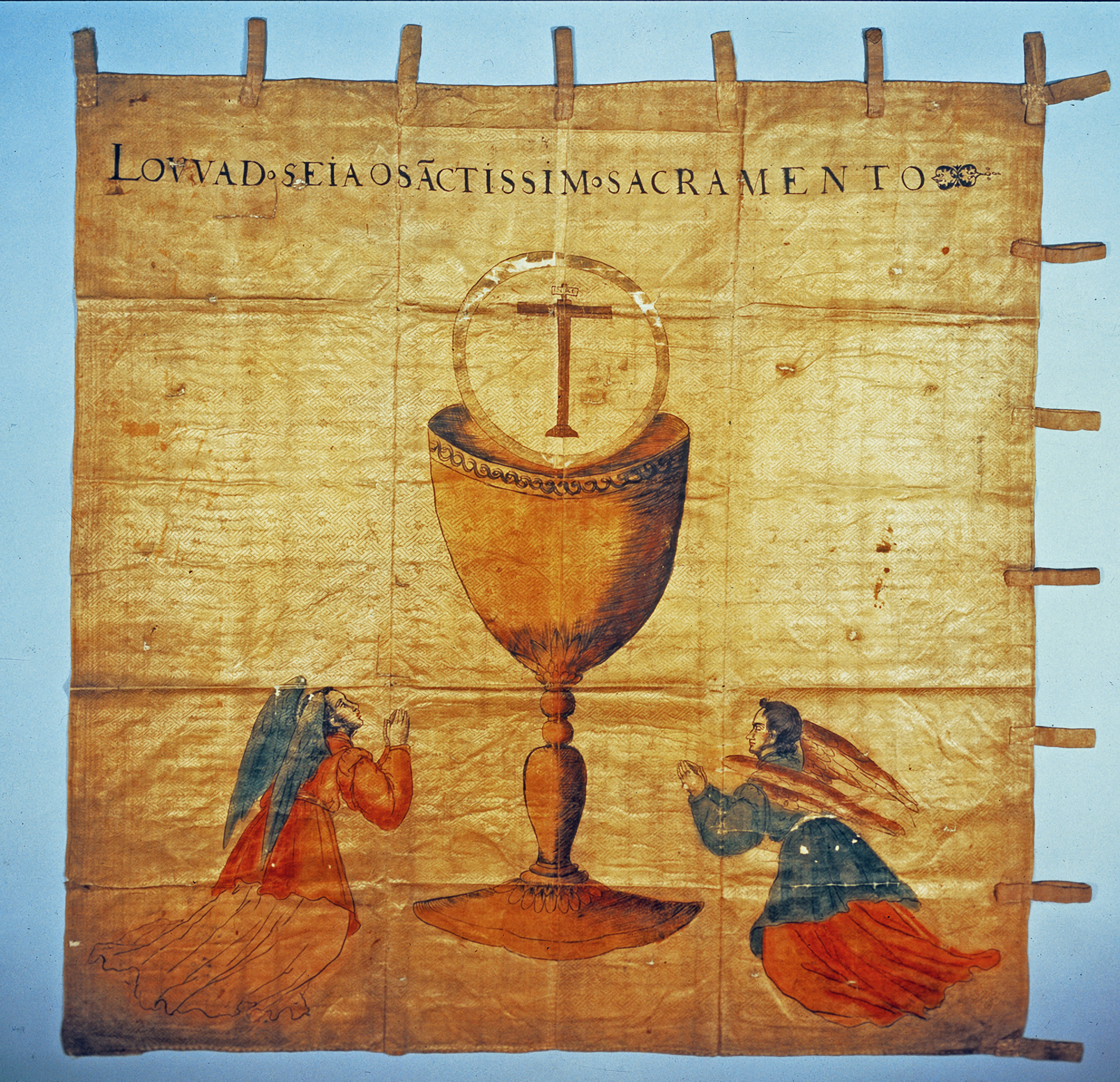
「天草四郎陣中旗」
（山田右衛門作传）

年轻时向葡萄牙人学习西洋绘画技法，曾作为私人南蛮绘师侍奉有馬直純、松倉重政、松倉勝家。当岛原之乱爆发时，他作为村长居住于口之津，由于妻子和子女被劫为人质而与村民一起躲进城堡。在城堡内，他担任天草四郎的副将守卫主城。据说山田也绘制了名為「天草四郎陣中旗」（现藏于天草切支丹館，为国家重要文化财产）的旗幟。
山田曾经负责撰写用于与幕府军谈判的矢文，并利用职务向幕府军通风报信。他的通敌行为被发现后，被关押在原城的有马监狱，但不久城堡就被攻陷。在城堡被攻陷时山田差点被幕府军锅岛家的人斩杀，但好在出示矢文而保住性命并幸存下来。然而在幕府军发起总攻击前，他的妻儿在本丸的栅门下被起义军斩杀。
战争结束后，他被押送至江户并接受幕府军的审讯。当时他提供的口供书（《山田右卫门作口书》）成为了了解城内情况的宝贵资料。
据说此后他以基督徒的身份生活在江户。有一种说法是他最终重新归信基督教，回到故乡后在长崎病逝；另一种说法是在海外（东南亚）旅行后在当地去世。因此详细情况不明。

## 轶事
- 明历大火之后，对火源的取缔变得更加严格。松平信纲的家中也严禁在屋内的守卫室吸菸。然而有一次，仓库的守卫拿着一个鲍鱼壳来点燃烟叶，不小心烧毁守卫室的榻榻米。信纲得知此事后勃然大怒，将该名守卫斬首。信纲意识到无论多么严厉规定，人们都会忘记并再次犯同样的错误，因此信纲让山田绘制「守卫吸烟并烧焦榻榻米的场景」和「守卫被处决的场景」，并将其放置在屋内人流较多的地方。由于这幅画栩栩如生的描绘促使人们警戒并对此加以谨慎[3][4]。

## 脚注

### 出典
1. ↑  第２版, 朝日日本歴史人物事典,ブリタニカ国際大百科事典 小項目事典,デジタル版 日本人名大辞典+Plus,世界大百科事典. . コトバンク.   [2023-06-25]. （原始内容存档于2023-07-02） （日语）.
2. ↑  . 和樂web 美の国ニッポンをもっと知る！.   [2023-07-04]. （原始内容存档于2023-07-04） （日语）.
3. ↑  近藤瓶城 (编).  第26巻. 近藤出版部. 1907: 132. NDLJP: 1920433/71.
4. ↑  穂積陳重. . 岩波文庫 ; 青(33)-147-1. 岩波書店. 1980: 67–68. ISBN 4003314719.

## 相关项目
- 村山知義 - 以岛原之乱中的山田为主题的戏剧作品，名为《终末の刻（とき）》（收录于『村山知义戏曲集』下卷，新日本出版社，1971年）。